# Scott Owen
Scott Owen (Melbourne, 14 febbraio 1975) è un contrabbassista australiano.
È il contrabbassista del gruppo australiano The Living End.